# Chris Durno
Christopher Scott Durno (Scarborough, 31 ottobre 1980) è un ex hockeista su ghiaccio canadese che ha giocato in National Hockey League con la maglia dei Colorado Avalanche.

## Carriera
Senza essere stato scelto al Draft Durno giocò per quattro stagioni in NCAA con Michigan Tech. Nel 2003 iniziò la carriera da professionista in ECHL con i Gwinnett Gladiators, per poi arrivare nella stagione 2005-06 in American Hockey League con i Milwaukee Admirals. Dopo aver disputato il camp estivo con i Chicago Blackhawks Durno il 25 settembre 2006 fu assegnato al farm team dei Norfolk Admirals.
Il 28 dicembre Durno fu ceduto insieme a Sébastien Caron e Matt Keith agli Anaheim Ducks in cambio di Bruno St. Jacques e P. A. Parenteau. Dopo un solo mese trascorso in AHL con i Portland Pirates si trasferì ai Nashville Predators, i quali tuttavia decisero di rimandarlo in AHL presso la formazione affiliata di Milwaukee.
Durno disputò la stagione 2007-2008 con i San Antonio Rampage in AHL. Il 3 luglio 2008 Durno divenuto free agent firmò un contratto annuale con i Colorado Avalanche. Dopo aver iniziato la stagione in AHL con i Lake Erie Monsters il 30 dicembre 2008 fu chiamato per la prima volta in NHL senza però scendere sul ghiaccio. Per Durno l'esordio nella National Hockey League giunse il 18 gennaio 2009, quando gli Avalanche sconfissero per 6-2 i Calgary Flames.
Dopo aver rinnovato il contratto con la squadra del Colorado per un altro anno Durno continuò ad alternare presenze in AHL ad altre in NHL con gli Avalanche. Il 26 dicembre 2009 mise a segno il primo gol in NHL della dua carriera nella vittoria sui Dallas Stars per 4-1.
Nell'estate del 2010 Durno ritornato free agent firmò un contratto annuale con i Tampa Bay Lightning. Dopo essere stato tagliato dalla rosa dei Lightning Durno trascorse la stagione 2010-2011 in AHL ricoprendo il ruolo di capitano con la formazione affiliata dei Norfolk Admirals. Durno l'anno successivo firmò per i Carolina Hurricanes, andando a giocare ancora in AHL presso i Charlotte Checkers.
A causa del lockout della stagione 2012-2013 Durno rimase senza squadra, fino a quando nel mese di novembre si trasferì in Europa per andare a giocare nella Serie A italiana con la maglia del Ritten Sport.